# Грийи
Грийи́ (фр. Grilly) — коммуна во Франции, находится в регионе Рона — Альпы. Департамент — Эн. Входит в состав кантона Жекс. Округ коммуны — Жекс.
Код INSEE коммуны — 01180.

## География
Коммуна расположена приблизительно в 400 км к юго-востоку от Парижа, в 120 км северо-восточнее Лиона, в 70 км к востоку от Бурк-ан-Бреса.
Вдоль юго-восточной границы коммуны протекает река Версуа.

## Климат
Климат полуконтинентальный с холодной зимой и тёплым летом. Дожди бывают нечасто, в основном летом, зимой они часто переходят в снег.

## Население
Население коммуны на 2010 год составляло 762 человека.
| 1962 | 1968 | 1975 | 1982 | 1990 | 1999 | 2010 |
| ---- | ---- | ---- | ---- | ---- | ---- | ---- |
| 272  | 302  | 418  | 520  | 634  | 615  | 762  |

## Администрация
| Период | Период | Фамилия              | Партия | Примечания |
| ------ | ------ | -------------------- | ------ | ---------- |
| 1995   | 2006   | Мирей Реймон-Маталон |        |            |
| 2006   | 2014   | Жан-Пьер Мосьер      |        |            |

## Экономика
В 2010 году среди 499 человек трудоспособного возраста (15—64 лет) 378 были экономически активными, 121 — неактивными (показатель активности — 75,8 %, в 1999 году было 72,2 %). Из 378 активных жителей работали 355 человек (186 мужчин и 169 женщин), безработных было 23 (7 мужчин и 16 женщин). Среди 121 неактивных 38 человек были учениками или студентами, 32 — пенсионерами, 51 были неактивными по другим причинам.

## Достопримечательности
- Замок Тур-де-Грийи[фр.] (XV век). Исторический памятник с 1987 года[4]
- Замок Грийи[фр.] (XIII век)

## Фотогалерея

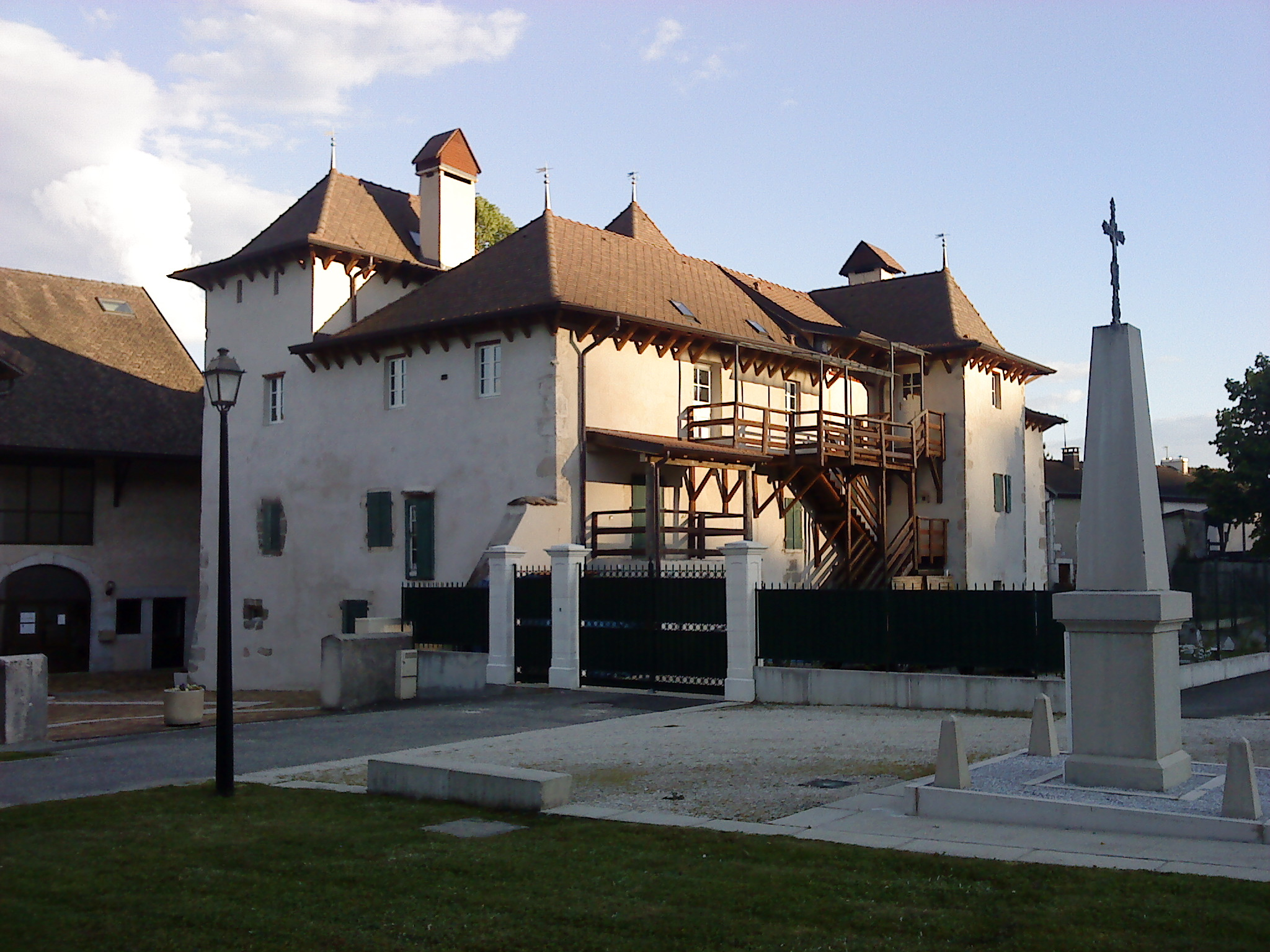
Замок Тур-де-Грийи
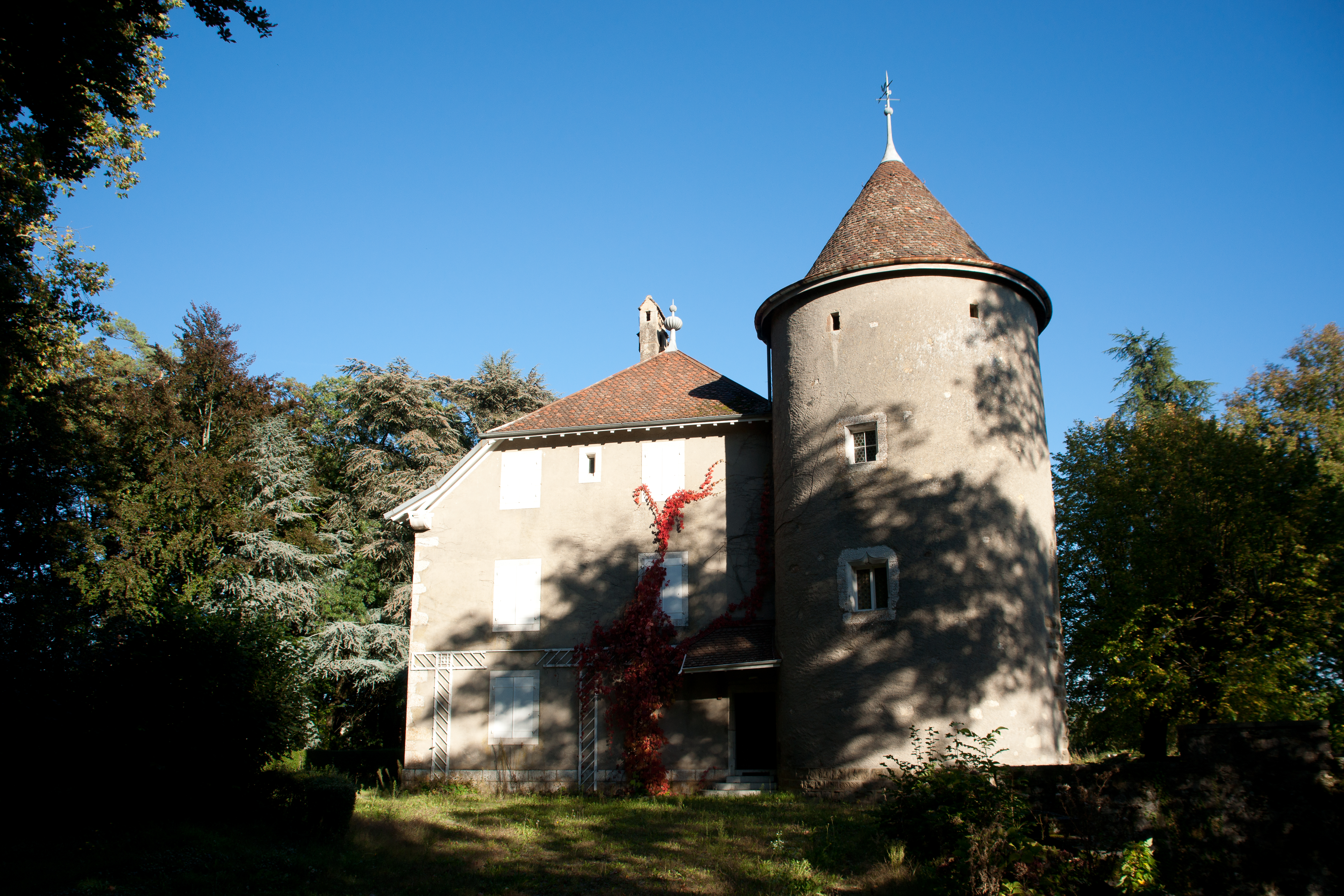
Замок Грийи
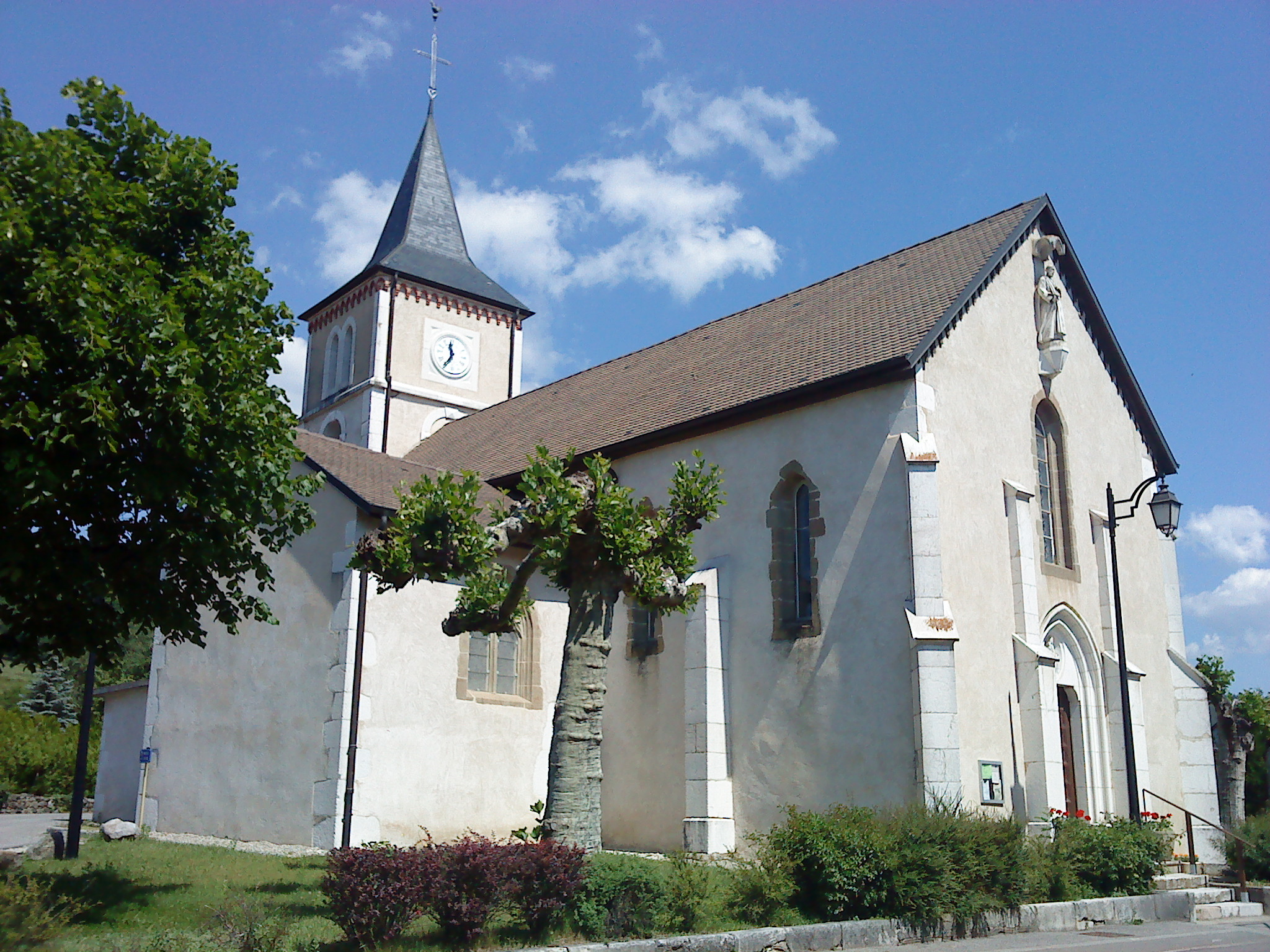
Церковь Св. Бенедикта
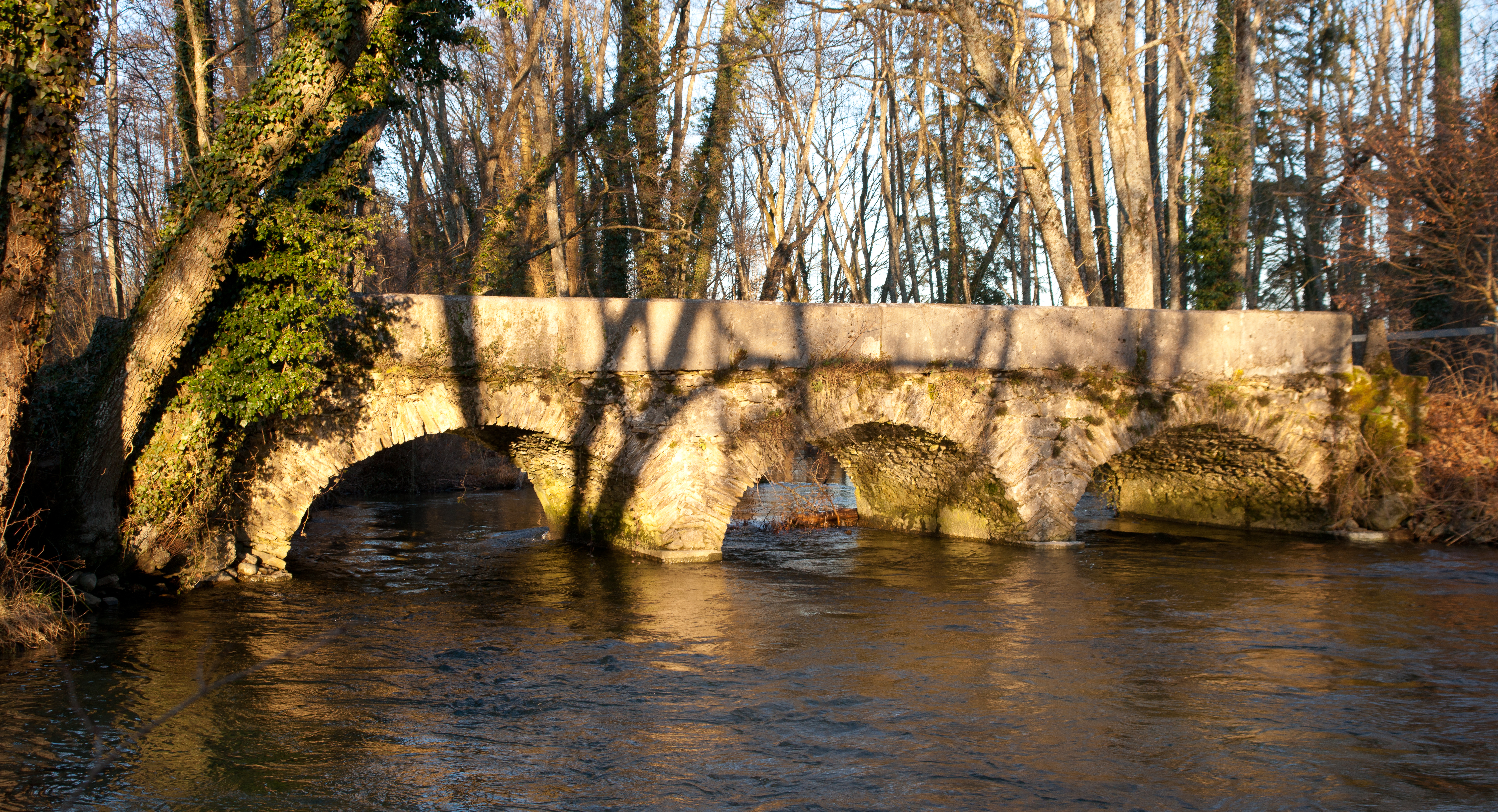
Мост Бюньон, или мост Грийи[фр.], через реку Версуа